# Франтішек Штамбахр
Франтішек Штамбахр (чеськ. František Štambachr, нар. 3 лютого 1953, Чебін) — чехословацький футболіст, що грав на позиції півзахисника.
Більшк частину кар'єри провів у «Дуклі» (Прага), з якою став триразовим чемпіоном Чехословаччини та дворазовим володарем Кубка Чехословаччини. Також грав за національну збірну Чехословаччини. У складі збірної — чемпіон Європи та олімпійський чемпіон.

## Клубна кар'єра
Вихованець шкіл команд «Сокол» (Чебін) і «Брно». У дорослому футболі дебютував 1972 року виступами за команду «Дукла» (Прага), в якій провів дванадцять сезонів, взявши участь у 292 матчах чемпіонату, в яких забив 13 голів. У Кубку УЄФА зіграв 13 матчів, забив три голи. За цей час тричі завойовував титул чемпіона та двічі ставав володарем Кубка Чехословаччини.
Залишок кар'єри провів у Греції, виступаючи за афінські АЕК та «Аполлон Смірніс».

## Виступи за збірну
Ще не маючи жодного матчу у складі національної збірної Чехословаччини, Штамбахр поїхав з командою у статусі резервного гравця на чемпіонат Європи 1976 року в Югославії, де на поле теж не виходив, втім здобув з командою титул континентального чемпіона.
Лише 24 квітня 1977 року дебютував в офіційних матчах у складі національної збірної Чехословаччини в товариській грі проти Швейцарії (0:1), а згодом поїхав і на наступний чемпіонат Європи 1980 року в Італії, на якому зіграв у двох матчах групового етапу, а команда здобула бронзові нагороди. Того ж року був учасником футбольного турніру на Олімпійських іграх 1980 року у Москві, здобувши того року титул олімпійського чемпіона. 
Останнім великим турніром для Франтішека став чемпіонат світу 1982 року в Іспанії, на якому півзахисник зіграв лише у одному матчі проти збірної Франції (1:1), а його команда не вийшла з групи. Всього ж протягом кар'єри у національній команді, яка тривала 7 років, провів у формі головної команди країни 31 матч, забивши 5 голів.

## Титули і досягнення
- Чемпіон Чехословаччини (3):

«Дукла» (Прага): 1977, 1979, 1982
- Володар Кубка Чехословаччини (2):

«Дукла» (Прага): 1981, 1983
- Чемпіон Європи (1):

Чехословаччина: 1976
- Олімпійський чемпіон: 1980